# Celestus duquesneyi
Celestus duquesneyi е вид влечуго от семейство Слепоци (Anguidae).

## Разпространение
Видът е разпространен в Ямайка.